# Marcelo Grohe
Marcelo Grohe (Campo Bom, 13 de enero de 1987) es un futbolista de Brasil que juega como portero en el Al-Kholood Club de Arabia Saudita.

## Trayectoria
Nacido en Campo Bom, Rio Grande do Sul, comenzó su carrera en Grêmio, donde llegó en 2000 para formar parte del equipo de menores de 13 años. Dentro de cinco años, fue el aumento de categoría cada vez más rápido, hasta que fue ascendido al primer equipo con 18 años de edad, para ser el tercer portero en la disputa del Campeonato Brasileño de Serie B, en 2005, que no actuaba en cualquier juego, a pesar de convertirse muy rápidamente en el segundo portero durante la temporada.
El 18 de enero de 2006 hizo su debut profesional jugando 90 minutos en un 2-1 contra São Luiz por el Campeonato Gaúcho.
Estuvo 810 minutos sin que le anotaran goles en 2014, lo que es un récord para el Grêmio. Fue citado por la selección brasileña en encuentros amistosos frente a Argentina y Japón. 
A finales de 2018, Grohe fue vendido por US$ 3 millones al Al-Ittihad Club de Arabia Saudita.

## Selección nacional
Marcelo fue convocado en 18 oportunidades a la Selección de fútbol de Brasil entre 2014 y 2018. Tan solo jugaría en dos partidos amistosos en 2015 frente a Costa Rica y Estados Unidos.

## Estadísticas
Actualizado al 26 de mayo de 2025.

### Clubes
| Club                           | Temporada           | Liga                | Liga     | Liga  | Copas nacionales | Copas nacionales | Copas internacionales | Copas internacionales | Estadual | Estadual | Total    | Total |
| Club                           | Temporada           | Div.                | Partidos | Goles | Partidos         | Goles            | Partidos              | Goles                 | Partidos | Goles    | Partidos | Goles |
| ------------------------------ | ------------------- | ------------------- | -------- | ----- | ---------------- | ---------------- | --------------------- | --------------------- | -------- | -------- | -------- | ----- |
| Grêmio · Brasil                | 2005                | 2.ª                 | 0        | 0     | -                | -                | -                     | -                     | 0        | 0        | 0        | 0     |
| Grêmio · Brasil                | 2006                | 1.ª                 | 20       | 0     | -                | -                | -                     | -                     | 9        | 0        | 29       | 0     |
| Grêmio · Brasil                | 2007                | 1.ª                 | 5        | 0     | -                | -                | -                     | -                     | 1        | 0        | 6        | 0     |
| Grêmio · Brasil                | 2008                | 1.ª                 | 0        | 0     | 3                | 0                | 2                     | 0                     | 9        | 0        | 14       | 0     |
| Grêmio · Brasil                | 2009                | 1.ª                 | 10       | 0     | -                | -                | 2                     | 0                     | 4        | 0        | 16       | 0     |
| Grêmio · Brasil                | 2010                | 1.ª                 | 3        | 0     | -                | -                | 1                     | 0                     | 0        | 0        | 4        | 0     |
| Grêmio · Brasil                | 2011                | 1.ª                 | 6        | 0     | -                | -                | 2                     | 0                     | 9        | 0        | 17       | 0     |
| Grêmio · Brasil                | 2012                | 1.ª                 | 32       | 0     | -                | -                | 6                     | 0                     | 0        | 0        | 38       | 0     |
| Grêmio · Brasil                | 2013                | 1.ª                 | 1        | 0     | -                | -                | 3                     | 0                     | 5        | 0        | 9        | 0     |
| Grêmio · Brasil                | 2014                | 1.ª                 | 35       | 0     | 1                | 0                | 8                     | 0                     | 12       | 0        | 56       | 0     |
| Grêmio · Brasil                | 2015                | 1.ª                 | 23       | 0     | 9                | 0                | -                     | -                     | 16       | 0        | 48       | 0     |
| Grêmio · Brasil                | 2016                | 1.ª                 | 28       | 0     | 7                | 0                | 8                     | 0                     | 15       | 0        | 34       | 0     |
| Grêmio · Brasil                | 2017                | 1.ª                 | 23       | 0     | 6                | 0                | 14                    | 0                     | 12       | 0        | 54       | 0     |
| Grêmio · Brasil                | 2018                | 1.ª                 | 18       | 0     | 3                | 0                | 14                    | 0                     | 12       | 0        | 47       | 0     |
| Grêmio · Brasil                | Total club          | Total club          | 204      | 0     | 29               | 0                | 60                    | 0                     | 103      | 0        | 396      | 0     |
| Al-Ittihad Arabia Saudita      | 2019-20             | 1.ª                 | 17       | 0     | 1                | 0                | 4                     | 0                     | -        | -        | 22       | 0     |
| Al-Ittihad Arabia Saudita      | 2020-21             | 1.ª                 | 29       | 0     | 2                | 0                | -                     | -                     | -        | -        | 31       | 0     |
| Al-Ittihad Arabia Saudita      | 2021-22             | 1.ª                 | 28       | 0     | 3                | 0                | -                     | -                     | -        | -        | 31       | 0     |
| Al-Ittihad Arabia Saudita      | 2022-23             | 1.ª                 | 30       | 0     | 5                | 0                | -                     | -                     | -        | -        | 35       | 0     |
| Al-Ittihad Arabia Saudita      | 2023-24             | 1.ª                 | 17       | 0     | 1                | 0                | 5                     | 0                     | -        | -        | 23       | 0     |
| Al-Ittihad Arabia Saudita      | Total club          | Total club          | 121      | 0     | 12               | 0                | 9                     | 0                     | 0        | 0        | 142      | 0     |
| Al-Kholood Club Arabia Saudita | 2024-25             | 1.ª                 | 32       | 0     | 1                | 0                | -                     | -                     | -        | -        | 33       | 0     |
| Al-Kholood Club Arabia Saudita | Total club          | Total club          | 32       | 0     | 1                | 0                | 0                     | 0                     | 0        | 0        | 33       | 0     |
| Total en su carrera            | Total en su carrera | Total en su carrera | 357      | 0     | 42               | 0                | 69                    | 0                     | 103      | 0        | 571      | 0     |

### Selección
| Sub-20 · Brasil              | 2006          | 2 | 0 | — | — | — | — | 2 | 0 |
| Sub-20 · Brasil              | Total         | 2 | 0 | 0 | 0 | 0 | 0 | 2 | 0 |
| Absoluta · Brasil            | 2015          | 2 | 0 | — | — | — | — | 2 | 0 |
| Absoluta · Brasil            | Total         | 2 | 0 | 0 | 0 | 0 | 0 | 2 | 0 |
| Total carrera                | Total carrera | 4 | 0 | 0 | 0 | 0 | 0 | 4 | 0 |
| (1) Incluye los partidos de. |               |   |   |   |   |   |   |   |   |

## Palmarés

### Campeonatos regionales
| Título            | Club   | Estado             | Año  |
| ----------------- | ------ | ------------------ | ---- |
| Campeonato Gaúcho | Grêmio | Río Grande del Sur | 2006 |
| Campeonato Gaúcho | Grêmio | Río Grande del Sur | 2007 |
| Campeonato Gaúcho | Grêmio | Río Grande del Sur | 2010 |
| Campeonato Gaúcho | Grêmio | Río Grande del Sur | 2018 |

### Campeonatos nacionales
| Título                      | Club       | País           | Año  |
| --------------------------- | ---------- | -------------- | ---- |
| Serie B                     | Grêmio     | Brasil         | 2005 |
| Copa de Brasil              | Grêmio     | Brasil         | 2016 |
| Supercopa de Arabia Saudita | Al-Ittihad | Arabia Saudita | 2022 |
| Liga Profesional Saudí      | Al-Ittihad | Arabia Saudita | 2023 |

### Campeonatos internacionales
| Título              | Club   | País   | Año  |
| ------------------- | ------ | ------ | ---- |
| Copa Libertadores   | Grêmio | Brasil | 2017 |
| Recopa Sudamericana | Grêmio | Brasil | 2018 |

### Distinciones individuales
| Distinción                            | Año  |
| ------------------------------------- | ---- |
| Mejor portero de la Copa Libertadores | 2017 |
| Parte del Equipo Ideal de América     | 2017 |